# Klein-Ljachovski
Klein-Ljachovski (Russisch: Малый Ляховский) is een van de Ljachovski-eilanden, die een onderdeel zijn van de Nieuw-Siberische Eilanden. Het eiland is gelegen in de Oost-Siberische Zee en heeft een oppervlakte van 1325 km².
Sannikovland (spookeiland)